# 佐藤信季
佐藤 信季（さとう のぶすえ、享保9年11月15日（1724年12月30日） - 天明4年8月3日（1784年9月17日））は、江戸時代中期の農政学者、玄明窩と号した。農学者佐藤信景の子で、子に信淵がいる。
出羽国雄勝郡西馬音内村（現在の秋田県雄勝郡羽後町西馬音内）で生まれ、医業のかたわら農政学をおさめる。長男の信淵を伴ない蝦夷地や東北、関東の各地を歴訪、見聞を広めるが下野国足尾で客死、享年61。
信季の代表的な著作に、安永9年(1780年)の『漁村維持法』がある。同書は為政者の漁村と漁民に対する取り組みを記した上巻と、九十九里浜などの地引き網漁業の実情を述べた下巻の上下2巻からなり、九十九里浜の地引き網によるイワシ漁について、「予あまねく四海を遊歴して地曳網に働く者を見ること多し、然れども諸国の漁事、九十九里の地曳に如くものあることなし」と評している。ほかに堤防水利の工事法を記した『堤防溝洫志』や農政と草木培養の方法を述べた『培養秘録』などの著作もある。しかし、これらの著作は口述筆記した信淵が校訂したものとされており、信淵の著述ともみなされる。